# Севастопольська радіолокаційна станція
Севастопольська радіолокаційна станція — радянська радіолокаційна станція, яка забезпечувала раннє попередження нападу балістичних ракет. Розташована між мисом Херсонес і допоміжним аеродромом «Херсонес» (Морська авіація Чорноморського флоту) в Севастополі і входив до складу радянської системи попередження нападу ракет. Інформація з цієї станції може бути використана для запуску на запобігання ядерному ракетному удару або залучення протиракетної системи А-135.
Радар займає ділянку 1 км довжиною з видом на Чорне море. Поруч знаходиться колишній радянський флотський дельфінарій і колишній аеродром. Коли станція була побудована, вона знаходилася в тодішньому закритому місті Севастополі, в Українській РСР.

## Радар
Радар має назву «Днепр» (НАТО дало назву «Hen House»). Він складається з центральної будівлі та двох довгих крил завдовжки понад 250 метрів; кожне крило є окремим радіолокаційним масивом. Один з них мав азимут 172° (спрямований на південь), а другий — 230° (звернений на південний схід). Радар мав дальність 3 000 км, охоплює південну Європу, Північну Африку та частини Близького Сходу.
Будівництво почалося на радарі в кінці 1960-х. Деякі джерела стверджують, що він почав свою діяльність в 1975 році, інші стверджують, що вона повністю вступила в дію 16 січня 1979 року.

## Після розпаду Радянського Союзу
У 1991 році Радянський Союз розпався, а станція опинилася під керівництвом України разом з РЛС у Мукачеві. В 1992 році Росія підписала 15-річну угоду з Україною про оренду обох радарів по 840 000 доларів на рік, хоча на відміну від інших закордонних станцій радіолокаційний апарат повинен був укомплектовуватися українцями, а не росіянами. У 2005 році управління радарами було переведено з військових на цивільне Українське національне космічне агентство, а орендна плата збільшилася до 1,3 млн доларів США, хоча Україна вимагала більше.
У 2008 році Росія вирішила припинити використовувати інформацію з двох українських радіолокаційних станцій. На думку деяких експертів, це рішення було прийнято частково через заяви українського уряду щодо вступу до НАТО. У 2007 році тодішній командувач російських космічних військ Володимир Поповкін заявив, що Росія має намір дублювати або замінювати іноземні радіолокаційні станції, оскільки не може покластися на них у кризові періоди. Заміна станції зменшить будь-які важелі, які Україна отримувала над Росією завдяки своїй здатності контролювати доступ до даних.
Наведено прагматичні причини припинення оренди. Поповкін заявив, що радари вийшли з гарантії у 2005 році, а модернізація коштує 20 мільйонів доларів. Крім того, Росія заявила, що дані з Севастополя були недостовірними через втручання неліцензованих радіопередач з рибальських човнів у Чорному морі. Крім того, він побоювався щодо якості даних через цивільних, а не військових операторів.
Україна перестала подавати дані з станції 26 лютого 2009 року, і Росія заявила, що нова воронезька радіолокаційна станція в Армавірі почала працювати в ту ж дату, замінивши втрачене покриття. Після цього уряд України оголосив, що станції будуть закриті на місяць для обслуговування, а потім будуть використовуватися неповний робочий день для спостереження за космосом, будучи частиною організації під назвою SKAKO (Автоматична система управління та аналізу космічного простору).

### Анексія Криму
Після анексії Криму Російською Федерацією нова російська адміністрація розглядають можливість модернізації та повного відкриття станції до 2023 року.